# Santiago Soler y Pla
Santiago Soler y Pla (Barcelona, 12 de marzo de 1839-Barcelona, 1 de julio de 1888) fue un abogado y político español.

## Biografía
Nació el 12 de marzo de 1839 en Barcelona. Licenciado en Derecho en 1862, ejerció como abogado y dirigió el diario republicano El Constitucional. Participó en la revuelta de 1867 y tuvo que exiliarse un tiempo en Francia. Tras la revolución de 1868 regresó y formó parte del nuevo Partido Republicano Democrático Federal, con el que fue elegido alcalde de Barcelona (febrero-septiembre de 1869) y, posteriormente, diputado por Barcelona en las elecciones generales de 1869, abril de 1872, agosto de 1872 y 1873.
Durante la Primera República fue ministro de Estado (19 de julio-4 de septiembre de 1873) durante la presidencia de Nicolás Salmerón y ministro de Ultramar (8 de septiembre de 1873-4 de enero de 1874) durante el gobierno de Emilio Castelar.
Al producirse la Restauración borbónica en la persona de Alfonso XII, volvió a dedicarse a ejercer de abogado. Alineado con el sector de Emilio Castelar, fue candidato del Partido Republicano Posibilista en las elecciones generales de 1876, pero no fue elegido. Posteriormente fue concejal del Ayuntamiento de Barcelona. Poco antes de morir fue también vicepresidente del Ateneo Barcelonés. Falleció el 1 de julio de 1888 en Barcelona.